# Silvares (Guimarães)
Silvares ist eine Gemeinde im Norden Portugals.
Silvares gehört zum Kreis und zur Stadt Guimarães im Distrikt Braga, hat eine Fläche von 4,5 km² und 2250 Einwohner (Stand 19. April 2021).